# Magdalenki (Łódź)
Pour les articles homonymes, voir Magdalenki.
Magdalenki est une localité polonaise de la gmina de Żytno, située dans le powiat de Radomsko en voïvodie de Łódź.